# Martin Skibbe
Martin Skibbe (* 28. Oktober 1935 in Poblotz/Pommern) ist ein deutscher Bibliothekar. Von 1975 bis 2001 war er Leitender Bibliotheksdirektor der Universitätsbibliothek der Helmut-Schmidt-Universität in Hamburg.

## Leben und Wirken
Martin Skibbe studierte nach seiner 1956 am Gymnasium in Wiedenbrück abgelegten Reifeprüfung Klassische Philologie und Evangelische Theologie; nach seinem Staatsexamen für das höhere Lehramt im Jahre 1961 promovierte er 1965 bei Franz Beckmann an der Universität Münster. Im gleichen Jahr trat er als Bibliotheksreferendar an der Universitäts- und Stadtbibliothek Köln in die Ausbildung für den höheren Bibliotheksdienst und legte die Fachprüfung hierfür 1967 am Bibliothekar-Lehrinstitut des Landes Nordrhein-Westfalen ab. Von 1967 bis 1971 arbeitete er als wissenschaftlicher Bibliothekar an der Universitätsbibliothek Saarbrücken, von 1971 bis 1975 an der Zentralbibliothek des Deutschen Krebsforschungs-Zentrums in Heidelberg, deren Leiter er 1974 wurde. Ein Jahr später (1975) wurde er sein Amt als Leitender Bibliotheksdirektor der seit 1973 neu entstehenden Universitätsbibliothek der Universität der Bundeswehr (später: Helmut-Schmidt-Universität) in Hamburg an und wirkte dort bis zum Eintritt in den Ruhestand im Jahre 2001. In seine Amtszeit gehört vor allem der Auf- und Ausbau dieser neuen Hochschulbibliothek und der Einsatz der EDV.

## Schriften
- Die ethische Forderung der patientia in der patristischen Literatur von Tertullian bis Pelagius. Dissertation Universität Münster 1965.
- Die literarische Produktion des ausgehenden 15. und beginnenden 16. Jahrhunderts im Spiegel der Korrespondenz des Erasmus von Rotterdam von 1484 bis 1517. Bibliothekar-Lehrinstitut des Landes Nordrhein-Westfalen, Köln 1967.
- Die Bibliothek der Hochschule der Bundeswehr Hamburg. In: Bibliotheken der Bundeswehr. Bd. 2 (= Arbeitshefte der Parlaments- und Behördenbibliotheken, Bd. 33). Bibliothek des Deutschen Bundestages, Bonn 1979, S. 3–60.
- Ausleihverbuchung / Hamburg, Bibliothek der Hochschule der Bundeswehr. In: Bibliotheksdienst, Jg. 1982, S. 465–471.
- Bibliothek der Hochschule der Bundeswehr Hamburg. In: Rolf Fuhlrott (Hrsg.): Bibliotheksneubauten in der Bundesrepublik Deutschland (= Zeitschrift für Bibliothekswesen und Bibliographie, Sonderhefte, Bd. 39). Klostermann, Frankfurt/M. 1983, S. 131–136, ISBN 3-465-01567-3.
- Der Einsatz der EDV in der Universitätsbibliothek der Universität der Bundeswehr Hamburg. In: Auskunft. Zeitschrift für Bibliothek, Archiv und Information in Norddeutschland, Bd. 8 (1988), S. 63–80.
- Die Universitätsbibliothek der Universität der Bundeswehr in der Hamburger Bibliothekslandschaft. In: Auskunft, Bd. 10 (1990), H. 4, S. 418–427.
- Der OPAC der Universitätsbibliothek der Universität der Bundeswehr Hamburg. In: Günter Gattermann (Hrsg.): Der Online-Publikumskatalog der Universitätsbibliothek Düsseldorf. Methodische Erkenntnisse und Erfahrungen (= Zeitschrift für Bibliothekswesen und Bibliographie, Sonderhefte, Bd. 52). Klostermann, Frankfurt/M. 1991, S. 144–151, ISBN 3-465-02287-4.
- 25 Jahre Universität der Bundeswehr Hamburg. In: Auskunft, Bd. 18 (1998), H. 3, S. 242–252.